# Chiesa di San Pietro Apostolo (Gargallo)
La chiesa di San Pietro Apostolo è la parrocchiale di Gargallo, in provincia e diocesi di Novara; fa parte dell'unità pastorale di Gozzano.

## Storia
In base a quanto ritrovato durante alcuni scavi archeologici, si può dedurre che già nel XII secolo esisteva a Gargallo un orario a pianta rettangolare; tuttavia, nel Trecento si ha notizia di una chiesa a sale composta da tre navate separate da colonne.
Nel 1698 la comunità gargallese si costituì in parrocchia autonoma, indipendente dalla matrice di Soriso.
Tra la fine del Seicento e la prima metà del Settecento la chiesa fu interessata da diversi interventi di rifacimento e di ampliamento che ne cambiarono la struttura.

## Descrizione

### Esterno
La facciata a capanna della chiesa, rivolta a sudovest e preceduta dal portico caratterizzato da colonne tuscaniche sorreggenti archi a tutto sesto, è scandita da quattro lesene e presenta al centro il portale d'ingresso e una finestra.
Annesso alla parrocchiale è il campanile in pietra a base quadrata, scandito da paraste angolari; la cella presenta una monofora per lato ed è coperta dal tetto a quattro falde.

### Interno
L'interno dell'edificio è suddiviso in tre navate, di cui la centrale è più alta, separate da colonne che sorreggono archi a tutto sesto.
Qui sono conservate diverse opere di pregio, tra le quali l'altare maggiore, costruito alla fine del XVIII secolo, l'affresco con soggetto Cristo che consegna le chiavi del regno a San Pietro al cospetto degli Apostoli, eseguito da Lorenzo Peracino nel 1788, l'altare laterale di San Fermo e gli affreschi raffiguranti i Santi Domenico e Rosa da Lima, il Martirio di San Fermo, la Gloria di Maria assunta in cielo e Dio mentre scaglia i flagelli sulla terra, attorniato dalla Madonna e dai Santi Domenico e Francesco.